# Dallam County
Das Dallam County ist ein County im Bundesstaat Texas der Vereinigten Staaten. Das U.S. Census Bureau hat bei der Volkszählung 2020 eine Einwohnerzahl von 7.115 ermittelt. Der Sitz der County-Verwaltung (County Seat) befindet sich in Dalhart.

## Geographie
Das County liegt im äußersten Nordwesten von Texas, im Texas Panhandle, grenzt im Norden an Oklahoma und im Westen an New Mexico. Es hat eine Fläche von 3899 Quadratkilometern, wovon 1 Quadratkilometer Wasserfläche ist. Es grenzt im Uhrzeigersinn an folgende Countys: Cimarron County, dem westlichsten County von Oklahoma, Sherman County, Hartley County und Union County dem nordöstlichsten County in New Mexico.

## Geschichte
Dallam County wurde am 21. August 1876 aus Teilen des Bexar County gebildet und die Verwaltungsorganisation am 8. September 1891 abgeschlossen. Benannt wurde es nach James Wilmer Dallam (1818–1847), einem Rechtswissenschaftler und Herausgeber juristischer Fachliteratur.
Die erste Besiedlung dieser Gegend erfolgte um 1870, was in den Jahren 1874 und 1875 zum Red River Krieg mit den hier ansässigen Comanche und Kiowa führte. 1900/01 wurde von der Eisenbahngesellschaft Chicago, Rock Island and Pacific Railroad die Strecke von Enid (Oklahoma) nach Tucumcari, New Mexico, gebaut, die durch das County führt. Die Stelle, an der sich die Schienen mit denen der Fort Worth and Denver Railroad trafen, wurde Dalhart genannt. Der Name setzt sich zusammen aus den Anfangsbuchstaben des Dallam County und des Hartley County, zwischen denen der Ort liegt. Binnen kürzester Zeit wurde aus dem kleinen Eisenbahnknoten ein ansehnlicher Ort und 1903 Sitz der Countyverwaltung.
Ein Gebäude des Countys ist im National Register of Historic Places (NRHP) eingetragen (Stand 23. Oktober 2018), das Dallam County Courthouse.

## Demografische Daten

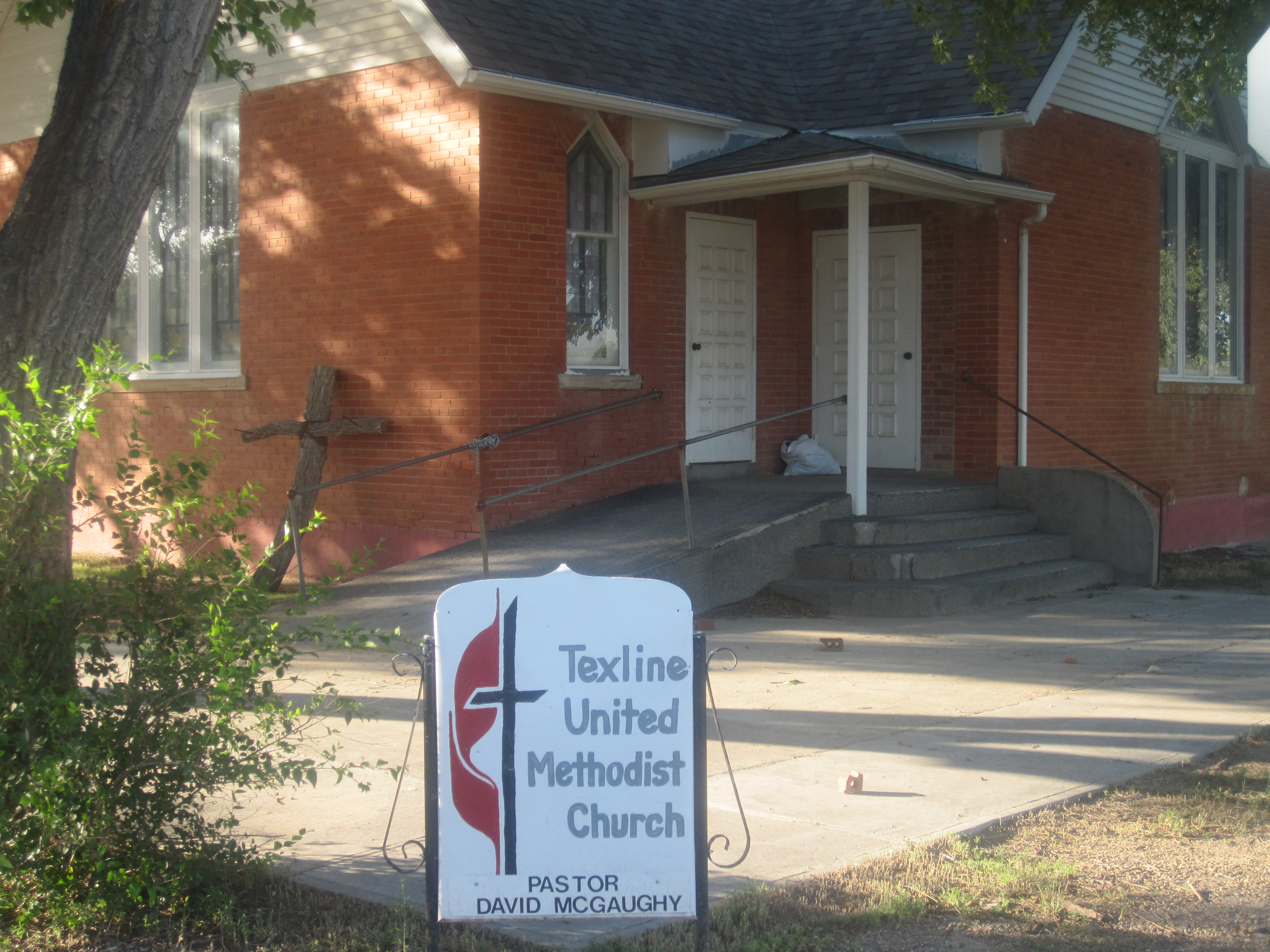
United Methodist Church in Texline

Nach der Volkszählung im Jahr 2000 lebten im Dallam County 6.222 Menschen in 2.317 Haushalten und 1.628 Familien. Die Bevölkerungsdichte betrug 2 Einwohner pro Quadratkilometer. Ethnisch betrachtet setzte sich die Bevölkerung zusammen aus 82,64 Prozent Weißen, 1,64 Prozent Afroamerikanern, 0,90 Prozent amerikanischen Ureinwohnern, 0,21 Prozent Asiaten und 12,41 Prozent aus anderen ethnischen Gruppen; 2,20 Prozent stammten von zwei oder mehr Ethnien ab. 28,38 Prozent der Einwohner waren spanischer oder lateinamerikanischer Abstammung.
Von den 2.317 Haushalten hatten 39,0 Prozent Kinder oder Jugendliche, die mit ihnen zusammen lebten. 55,1 Prozent waren verheiratete, zusammenlebende Paare 9,7 Prozent waren allein erziehende Mütter und 29,7 Prozent waren keine Familien. 26,2 Prozent waren Singlehaushalte und in 10,0 Prozent lebten Menschen im Alter von 65 Jahren oder darüber. Die durchschnittliche Haushaltsgröße betrug 2,68 und die durchschnittliche Familiengröße betrug 3,24 Personen.
31,8 Prozent der Bevölkerung war unter 18 Jahre alt, 8,6 Prozent zwischen 18 und 24, 28,8 Prozent zwischen 25 und 44, 20,6 Prozent zwischen 45 und 64 und 10,3 Prozent waren 65 Jahre alt oder älter. Das Medianalter betrug 31 Jahre. Auf 100 weibliche Personen kamen 102 männliche Personen und auf 100 Frauen im Alter von 18 Jahren oder darüber kamen 101,3 Männer.
Das jährliche Durchschnittseinkommen eines Haushalts betrug 27.946 USD, das Durchschnittseinkommen einer Familie betrug 33.558 USD. Männer hatten ein Durchschnittseinkommen von 27.244 USD, Frauen 19.000 USD. Das Prokopfeinkommen betrug 13.653 USD. 11,3 Prozent der Familien und 14,1 Prozent der Einwohner lebten unterhalb der Armutsgrenze.

## Orte im County
| - Bolin - Chamberlin | - Conlen - Dalhart | - Kerrick - Perico | - Texline - Ware |